# Lebensform (Philosophie)
Der Ausdruck „Lebensform“ avancierte seit  den Philosophischen Untersuchungen (1953) von Ludwig Wittgenstein zu einem viel diskutierten Terminus in der Philosophie. Er bezeichnet dort die Gesamtheit der Praktiken oder Handlungsweisen, die von einer Gemeinschaft ausgeübt werden. Es sind die Schablonen oder Muster, nach denen die Mitglieder dieser Gemeinschaft ihr Leben vollziehen bzw. die ihnen für ihr Leben Orientierung geben. Die Gesamtheit dieser Muster gibt den unterschiedlichen Lebensäußerungen gleichsam eine Form.
Lebensformen stellen die nicht weiter gerechtfertigte und nicht weiter rechtfertigbare Grundlage dar, auf der die einzelnen Sprachspiele ihre Bedeutung erhalten. So könnten z. B. „Fragen stellen“, „Zweifel hegen“, „Befehle geben“ oder „Schenkungen vornehmen“ nur in einem Rahmen von Gepflogenheiten stattfinden, die ihrerseits fraglos anerkannt sind.
Die prägnanteste Formulierung Wittgensteins zu diesem Begriff findet sich in seinen Bemerkungen über die Philosophie der Psychologie:
Statt des Unzerlegbaren, Spezifischen, Undefinierbaren: die Tatsache, dass wir so und so handeln, z. B. gewisse Handlungen strafen, den Tatbestand so und so feststellen, Befehle geben, Berichte erstatten, Farben beschreiben, uns für die Gefühle der Anderen interessieren. Das Hinzunehmende, Gegebene – könnte man sagen – seien Tatsachen des Lebens / seien Lebensformen /